# Tracey Walter
Tracey Walter (Jersey City, 25 novembre 1947) è un attore statunitense.
Nel corso della sua carriera ha partecipato a oltre 100 film e serie televisive.

## Biografia
Nato e cresciuto nel New Jersey è figlio di un camionista. Ha frequentato la St. Anthony's High School e giocato a basket. Ha un figlio e una figlia. 
È noto per le sue interpretazioni di "ruoli di spalla" e di "scagnozzi" come Bob Goon in Batman, Cookie in Scappo dalla città - La vita, l'amore e le vacche e Malak in Conan il distruttore. Ha interpretato Frog Rothchild Jr. nella sitcom della ABC Il meglio del west dal 1981 al 1982.
Walter ha recitato in sei film di Jonathan Demme: Something Wild (1986), Una vedova allegra... ma non troppo (1988), Il silenzio degli innocenti (1991), Philadelphia (1993), Beloved (1998) e The Manchurian Candidate (2004).  È stato diretto da Danny DeVito in tre film: Matilda (1996), Eliminate Smoochy (2002) e Duplex - Un appartamento per tre (2003). Ha recitato diretto da Jack Nicholson in Il grande inganno (1990). Assieme allo stesso Nicholson è apparso in nove film, iniziando con Verso il sud nel 1978. 
È apparso altresì in un piccolo ruolo con Clint Eastwood nel film Honkytonk Man del 1982. Nel film del 2000 Erin Brockovich - Forte come la verità, ha interpretato Charles Embry, l'impiegato di PG & E che ha fornito il documento che documentava il fatto che un dirigente della sede aziendale di PG & E era a conoscenza della contaminazione dell'acqua della stazione di Hinkley.
Tra le apparizioni televisive di Walter si ricordano Taxi, Charlie's Angels, Hill Street giorno e notte, Amazing Stories, Moonlighting, Melrose Place, The Division, Veronica Mars, Criminal Minds e Cold Case - Delitti irrisolti. È apparso in Nash Bridges nel ruolo di Angel dal 1996 al 2001 e su Reno 911! in quello dello sceriffo Walter Chechekevitch dal 2003 al 2006.

## Filmografia

### Cinema
- Badge 373, regia di Howard W. Koch (1973)
- Io e Annie (Annie Hall), regia di Woody Allen (1977)
- Tuta blu (Blue Collar), regia di Paul Schrader (1978)
- Verso il sud (Goin' South), regia di Jack Nicholson (1978)
- The Fifth Floor, regia di Howard Avedis (1978)
- Hardcore, regia di Paul Schrader (1979)
- Il cacciatore di taglie (The Hunter), regia di Buzz Kulik (1980)
- La mano (The Hand), regia di Oliver Stone (1981)
- Lontano dal passato (Raggedy Man), regia di Jack Fisk (1981)
- Timerider - Una moto contro il muro del tempo (Timerider: The Adventure of Lyle Swann) regia di William Dear (1982)
- Honkytonk Man, regia di Clint Eastwood (1982)
- Rusty il selvaggio (Rumble Fish), regia di Francis Ford Coppola (1983)
- Repo Man - Il recuperatore (Repo Man), regia di Alex Cox (1984)
- Conan il distruttore (Conan the Destroyer), regia di Richard Fleischer (1984)
- A distanza ravvicinata (At Close Range), regia di James Foley (1986)
- Qualcosa di travolgente (Something Wild), regia di Jonathan Demme (1986)
- Malone - Un killer all'inferno (Malone), regia di Harley Cokeliss (1987)
- Mortuary Academy, regia di Michael Schroeder (1988)
- Under the Boardwalk, regia di Fritz Kiersch (1988)
- Fuori nel buio (Out of the Dark), regia di Michael Schroeder (1988)
- Prima di mezzanotte (Midnight Run), regia di Martin Brest (1988)
- Una vedova allegra... ma non troppo (Married to the Mob), regia di Jonathan Demme (1988)
- Batman, regia di Tim Burton (1989)
- Homer & Eddie (Homer and Eddie), regia di Andrej Končalovskij (1989)
- Young Guns II - La leggenda di Billy the Kid (Young Guns II), regia di Geoff Murphy (1990)
- Il grande inganno (The Two Jakes), regia di Jack Nicholson (1990)
- Uno sconosciuto alla porta (Pacific Heights), regia di John Schlesinger (1990)
- Il silenzio degli innocenti (The Silence of the Lambs), regia di Jonathan Demme (1991)
- Liquid Dreams, regia di Mark S. Manos (1991)
- Delusion, regia di Carl Colpaert (1991)
- Scappo dalla città - La vita, l'amore e le vacche (City Slickers), regia di Ron Underwood (1991)
- Guncrazy, regia di Tamra Davis (1992)
- Amos & Andrew, regia di E. Max Frye (1993)
- Cyborg 2, regia di Michael Schroeder (1993)
- Philadelphia, regia di Jonathan Demme (1993)
- Il ritorno di Kenshiro (Fist of the North Star), regia di Tony Randel (1995)
- Mister Destiny (Destiny Turns on the Radio), regia di James Orr (1995)
- Per amore di Vera (Larger Than Life), regia di Howard Franklyn (1996)
- Matilda 6 mitica (Matilda), regia di Danny DeVito (1996)
- Entertaining Angels: The Dorothy Day Story, regia di Michael Rhodes (1996)
- Amanda, regia di Bobby Roth (1996)
- Wild America, regia di William Dear (1997)
- Drive - Prendetelo vivo (Drive), regia di Steve Wang (1997)
- Playing God, regia di Andy Wilson (1997)
- Soluzione estrema (Desperate Measures), regia di Barbet Schroeder (1998)
- Beloved, regia di Jonathan Demme (1998)
- Il grande Joe (Mighty Joe Young), regia di Ron Underwood (1998)
- Façade, regia di Carl Colpaert (1999)
- Man on the Moon, regia di Miloš Forman (1999)
- Chi ha ucciso la signora Dearly? (Drowning Mona), regia di Nick Gomez (2000)
- Erin Brockovich - Forte come la verità (Erin Brockovich), regia di Steven Soderbergh (2000)
- Jack il cane (Jack the dog), regia di Bobby Roth (2001)
- L'ultimo gigolò (The Man from Elysian Fields), regia di George Hickenlooper (2001)
- Impostor, regia di Gary Fleder (2001)
- Due sballati al college (How High), regia di Jesse Dylan (2001)
- Eliminate Smoochy (Death to Smoochy), regia di Danny DeVito (2002)
- Ted Bundy, regia di Matthew Bright (2002)
- Masked and Anonymous, regia di Larry Charles (2003)
- Manhood, regia di Bobby Roth (2003)
- Duplex - Un appartamento per tre (Duplex), regia di Danny DeVito (2003)
- The Manchurian Candidate, regia di Jonathan Demme (2004)
- Berkeley, regia di Bobby Roth (2005)
- Relative Strangers - Aiuto! sono arrivati i miei (Relative Strangers), regia di Greg Glienna (2006)
- Man in the Chair, regia di Michael Schroeder (2007)
- Nobel Son - Un colpo da Nobel (Nobel Son), regia di Randall Miller (2007)
- Wasting Away, regia di Matthew Kohnen (2007)
- Trailer Park of Terror, regia di Steven Goldmann (2008)
- Just Add Water, regia di Hart Bochner (2008)
- Dark Reel, regia di Josh Eisenstadt (2008)
- La partita perfetta (The Perfect Game), regia di William Dear (2009)
- I Spit on Your Grave, regia di Steven R. Monroe (2010)
- Midnight Son, regia di Scott Leberecht (2011)
- Politics of Love, regia di William Dear (2011)
- Alyce, regia di Jay Lee (2011)
- Fred 3: Camp Fred, regia di Jonathan Judge (2012)
- Savannah, regia di Annette Haywood-Carter (2013)
- Vendetta e redenzione (Swelter), regia di Keith Parmer (2014)
- 31, regia di Rob Zombie (2016)
- Middle Man, regia di Ned Crowley (2016)

### Televisione
- Starsky & Hutch – serie TV, episodio 4x08 (1978)
- Lucan – serie TV, un episodio (1978)
- WKRP in Cincinnati – serie TV, episodio 1x11 (1979)
- Vega$ - serie TV, episodio 2x03 (1979)
- Charlie's Angels - serie TV, episodio 4x21 (1980)
- High Noon, Part II: The Return of Will Kane, regia di Jerry Jameson – film TV (1980)
- Il meglio del west (Best of the West) – serie TV, 21 episodi (1981-1982)
- Sette spose per sette fratelli (Seven Brides for Seven Brothers) – serie TV, un episodio (1982)
- Hill Street giorno e notte (Hill Street Blues) – serie TV, 2 episodi (1982-1983)
- New York New York (Cagney & Lacey) – serie TV, episodio 2x20 (1983)
- Oh Madeline – serie TV, un episodio (1983)
- Taxi – serie TV, episodio 5x23 (1983)
- Storie incredibili (Amazing Stories) - serie TV, episodio 1x04 (1985)
- Airwolf – serie TV, episodio 3x13 (1986)
- Quattro donne in carriera (Designing Women) – serie TV, episodio 1x20 (1987)
- Moonlighting – serie TV, 2 episodi (1987)
- I cacciatori del tempo (Timestalkers), regia di Michael Schultz (1987) - film TV
- Ohara – serie TV, un episodio (1987)
- ALF – serie TV, 2 episodi (1987-1988)
- Star Trek: The Next Generation – serie TV, episodi 1x05 - 6x07 (1987-1992)
- The Bronx Zoo – serie TV, 3 episodi (1998)
- Alien Nation – serie TV, episodio 1x05 (1989)
- Freddy's Nightmares – serie TV, 2 episodi (1989-1990)
- Get a Life – serie TV, episodio 1x01 + episodio pilota mai trasmesso (1990)
- Nasty Boys (serie televisiva) – serie TV, un episodio (1990)
- Monsters – serie TV, episodio 3x22 (1991)
- Pacific Station – serie TV, un episodio (1991)
- La donna lupo di Londra (She-Wolf of London) – serie TV, episodio 1x17 (1991)
- Un catastrofico successo (On the Air) – serie TV, 7 episodi (1992)
- Wings – serie TV, episodio 4x06 (1992)
- Le avventure di Brisco County Jr. (The Adventures of Brisco County Jr.) – serie TV, 2 episodi (1993)
- The Mommies – serie TV, episodio 1x12 (1993)
- Ultraman: The Ultimate Hero – serie TV, un episodio (1993)
- Melrose Place – serie TV, episodio 2x24  (1994)
- Ride with the Wind - film TV (1994)
- L.A. Law - Avvocati a Los Angeles (L.A. Law) – serie TV, episodio 8x21 (1994)
- Il cane di papà (Empty Nest) – serie TV, episodio 6x25 (1994)
- Sfida incrociata (Kidnapped: In the Line of Duty), regia di Bobby Roth – film TV (1995)
- Buffalo Girls, regia di Rod Hardy – miniserie TV (1995)
- Nash Bridges – serie TV, 8 episodi (1996-2001)
- Segreti di un killer (Tell Me No Secrets) – film TV (1997)
- L.A. Doctors – serie TV, episodio 1x12 (1998)
- Brimstone – serie TV, episodio 1x04 (1998)
- The Division – serie TV, episodio 2x04 (2002)
- Boomtown – serie TV, episodio 1x04 (2002)
- Teen Titans' – serie animata, 4 episodi (2003) - voce
- Justice League – serie animata, un episodio (2003) - voce
- Reno 911! – serie TV, 4 episodi (2003-2006)
- Veronica Mars – serie TV, episodio 2x06 (2005)
- Raines – serie TV, episodio 1x01 (2007)
- C'è sempre il sole a Philadelphia (It's Always Sunny in Philadelphia) – serie TV, episodio 3x14 (2007)
- Detective Monk (Monk) – serie TV, episodio 7x09 (2008)
- Criminal Minds – serie TV, episodio 3x16 (2008)
- Cold Case - Delitti irrisolti (Cold Case) – serie TV, episodio 7x01 (2009)
- Prison Break – serie TV, episodio 4x21 (2009) - non accreditato
- Medium – serie TV, episodio 7x01 (2010)
- Southland – serie TV, episodio 4x04 (2012)

## Doppiatori italiani
Nelle versioni in italiano delle opere in cui ha recitato, Tracey Walter è stato doppiato da:
- Pino Ammendola in A distanza ravvicinata, Young Guns II - La leggenda di Billy the Kid
- Massimo Giuliani in Starsky & Hutch
- Vittorio Stagni in Charlie's Angels
- Paolo Poiret ne Il cacciatore di taglie
- Sergio Di Giulio in Conan il distruttore
- Carlo Reali in Storie incredibili
- Romano Ghini in Alf
- Raffaele Uzzi ne Il grande inganno
- Renato Cortesi in Uno sconosciuto alla porta
- Vladimiro Conti ne Il silenzio degli innocenti
- Dante Biagioni in Star Trek: The Next Generation (ep. 6x07)
- Gianni Vagliani in Amos & Andrew
- Sandro Iovino in Matilda 6 mitica
- Carlo Valli in Chi ha ucciso la signora Dearly?
- Manlio De Angelis in Erin Brockovich - Forte come la verità
- Paolo Sesana in Due sballati al college
- Stefano Oppedisano in Detective Monk
- Sergio Tedesco in Cold Case - Delitti irrisolti
- Giorgio Lopez in 31